# Наташа Трамішак
Наташа Трамішак (хорв. Nataša Tramišak; нар. 6 травня 1982, Осієк) — хорватська політична діячка, правниця, державна службовиця, діячка місцевого самоврядування, міністр регіонального розвитку та фондів Євросоюзу у другому уряді Андрея Пленковича.

## Життєпис
2008 року закінчила юридичний факультет Осієцького університету. Здобула різні сертифікати, пов'язані переважно з управлінням європейськими фондами в ході реалізації проєктів. У 2008–2009 роках працювала юрисконсультом міського підприємства пасажирського транспорту в Осієку.
Вступила в ХДС. З 2009 по 2014 рік була заступницею голови громади Антуноваць. 2012 року була співзасновницею і до 2018 року керівницею місцевої групи дій «Вука-Дунай». У 2016–2020 роках була директоркою агентства з питань сталого розвитку громади Антуноваць. З 2018 року перебувала також на посаді начальника відділу, відповідального за інвестиції, проєкти розвитку та фонди ЄС в адміністрації Осієцько-Баранської жупанії.
23 липня 2020 року обійняла посаду міністра регіонального розвитку та управління європейськими фондами.